# Turn the Beat Around
Turn the Beat Around è un singolo del 1976 di Vicki Sue Robinson, scritto da Gerald Jackson e Peter Jackson.
Pubblicata come singolo, la canzone è arrivata al numero 10 della classifica pop di Billboard e al numero 73 della classifica soul. Rimase inoltre al primo posto della classifica dei brani disco per quattro settimane, facendo guadagnare alla Robinson una nomination al Grammy Award alla miglior interpretazione vocale femminile pop.
Turn the Beat Around è considerato un classico della disco music ed è presente in molte compilation del genere.

## Cover
Il brano è stato oggetto di cover, tra gli altri, da parte delle artiste Laura Branigan (1990) e Gloria Estefan (1994).